# Pompey
Cet article possède un paronyme, voir Pompéi.
Pour l’article homonyme, voir Pompey (New York).
Pompey est une commune française située dans le département de Meurthe-et-Moselle, en région Grand Est.
Ses habitants sont appelés les Pompéiens.

## Géographie

### Localisation
La commune se trouve dans la vallée de la Moselle. Juste à proximité du territoire communal, la Meurthe se jette dans la Moselle au niveau du lieu-dit la Gueule d'Enfer.
La commune de Pompey appartient à la communauté de communes du Bassin de Pompey, située juste au nord de la ville de Nancy, ville de 105 000 habitants, qui forme le centre d'une aire urbaine d'environ 511 000 habitants. Pompey se trouve à sa périphérie nord, à une dizaine de kilomètres du centre. L'altitude du territoire de la commune varie de 185 m, mesuré au niveau de la Moselle, à 358 m au sommet du plateau de l'Avant-garde. C'est une importante dénivellation, mais les zones urbanisées se concentrent entre 195 et 230 m d'altitude.
|          | Marbache |          |
| Liverdun | Pompey   | Custines |
|          | Frouard  |          |

### Hydrographie
La commune est dans le bassin versant du Rhin au sein du bassin Rhin-Meuse. Elle est drainée par la Moselle et la Moselle canalisée,.
La Moselle, d'une longueur totale de 560 kilomètres dont 314 kilomètres en France, prend sa source dans le massif des Vosges au col de Bussang et se jette dans le Rhin à Coblence en Allemagne. Les caractéristiques hydrologiques de la Moselle sont données par la station hydrologique située sur la commune de Custines. Le débit moyen mensuel est de 109 m3/s. Le débit moyen journalier maximum est de 1 740 m3/s, atteint lors de la crue du 10 avril 1983. Le débit instantané maximal est quant à lui de 2 000 m3/s, atteint le même jour.
la Moselle canalisée est un canal, chenal non navigable de 135 km qui relie la commune de Dieulouard à celle de Kœnigsmacker où il se jette dans la Moselle. 

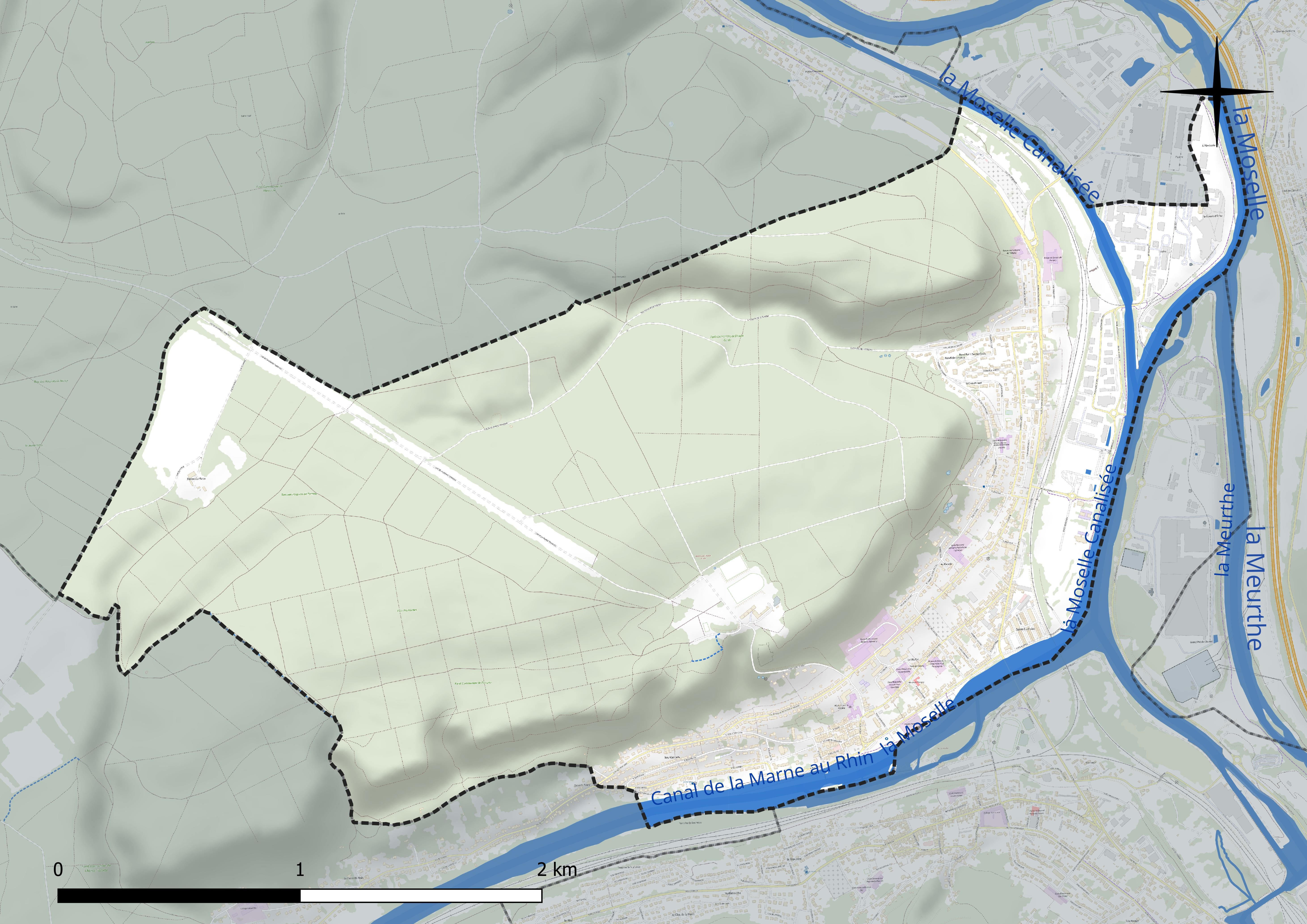
Réseau hydrographique de Pompey.

### Climat
Pour des articles plus généraux, voir Climat du Grand Est et Climat de Meurthe-et-Moselle.
En 2010, le climat de la commune est de type climat des marges montargnardes, selon une étude du Centre national de la recherche scientifique s'appuyant sur une série de données couvrant la période 1971-2000. En 2020, Météo-France publie une typologie des climats de la France métropolitaine dans laquelle la commune est exposée à un climat semi-continental et est dans la région climatique  Lorraine, plateau de Langres, Morvan, caractérisée par un hiver rude (1,5 °C), des vents modérés et des brouillards fréquents en automne et hiver. 
Pour la période 1971-2000, la température annuelle moyenne est de 10 °C, avec une amplitude thermique annuelle de 16,7 °C. Le cumul annuel moyen de précipitations est de 802 mm, avec 12,3 jours de précipitations en janvier et 9 jours en juillet. Pour la période 1991-2020, la température moyenne annuelle observée sur la station météorologique de Météo-France la plus proche, « Nancy-Essey », sur la commune de Tomblaine à 11 km à vol d'oiseau, est de 11,0 °C et le cumul annuel moyen de précipitations est de 746,3 mm. 
La température maximale relevée sur cette station est de 40,1 °C, atteinte le 24 juillet 2019 ; la température minimale est de −24,8 °C, atteinte le 21 février 1956,,. 
Les paramètres climatiques de la commune ont été estimés pour le milieu du siècle (2041-2070) selon différents scénarios d'émission de gaz à effet de serre à partir des nouvelles projections climatiques de référence DRIAS-2020. Ils sont consultables sur un site dédié publié par Météo-France en novembre 2022.

## Urbanisme

### Typologie
Au 1er janvier 2024, Pompey est catégorisée centre urbain intermédiaire, selon la nouvelle grille communale de densité à sept niveaux définie par l'Insee en 2022.
Elle appartient à l'unité urbaine de Nancy, une agglomération intra-départementale regroupant 28  communes, dont elle est une commune de la banlieue,,. Par ailleurs la commune fait partie de l'aire d'attraction de Nancy, dont elle est une commune de la couronne,. Cette aire, qui regroupe 353 communes, est catégorisée dans les aires de 200 000 à moins de 700 000 habitants,.

### Occupation des sols
L'occupation des sols de la commune, telle qu'elle ressort de la base de données européenne d’occupation biophysique des sols Corine Land Cover (CLC), est marquée par l'importance des forêts et milieux semi-naturels (69,4 % en 2018), en diminution par rapport à 1990 (73,2 %). La répartition détaillée en 2018 est la suivante : forêts (55,5 %), zones urbanisées (20,7 %), milieux à végétation arbustive et/ou herbacée (13,9 %), eaux continentales (3,9 %), espaces verts artificialisés, non agricoles (3,3 %), zones industrielles ou commerciales et réseaux de communication (2,7 %). L'évolution de l’occupation des sols de la commune et de ses infrastructures peut être observée sur les différentes représentations cartographiques du territoire : la carte de Cassini (XVIIIe siècle), la carte d'état-major (1820-1866) et les cartes ou photos aériennes de l'IGN pour la période actuelle (1950 à aujourd'hui).

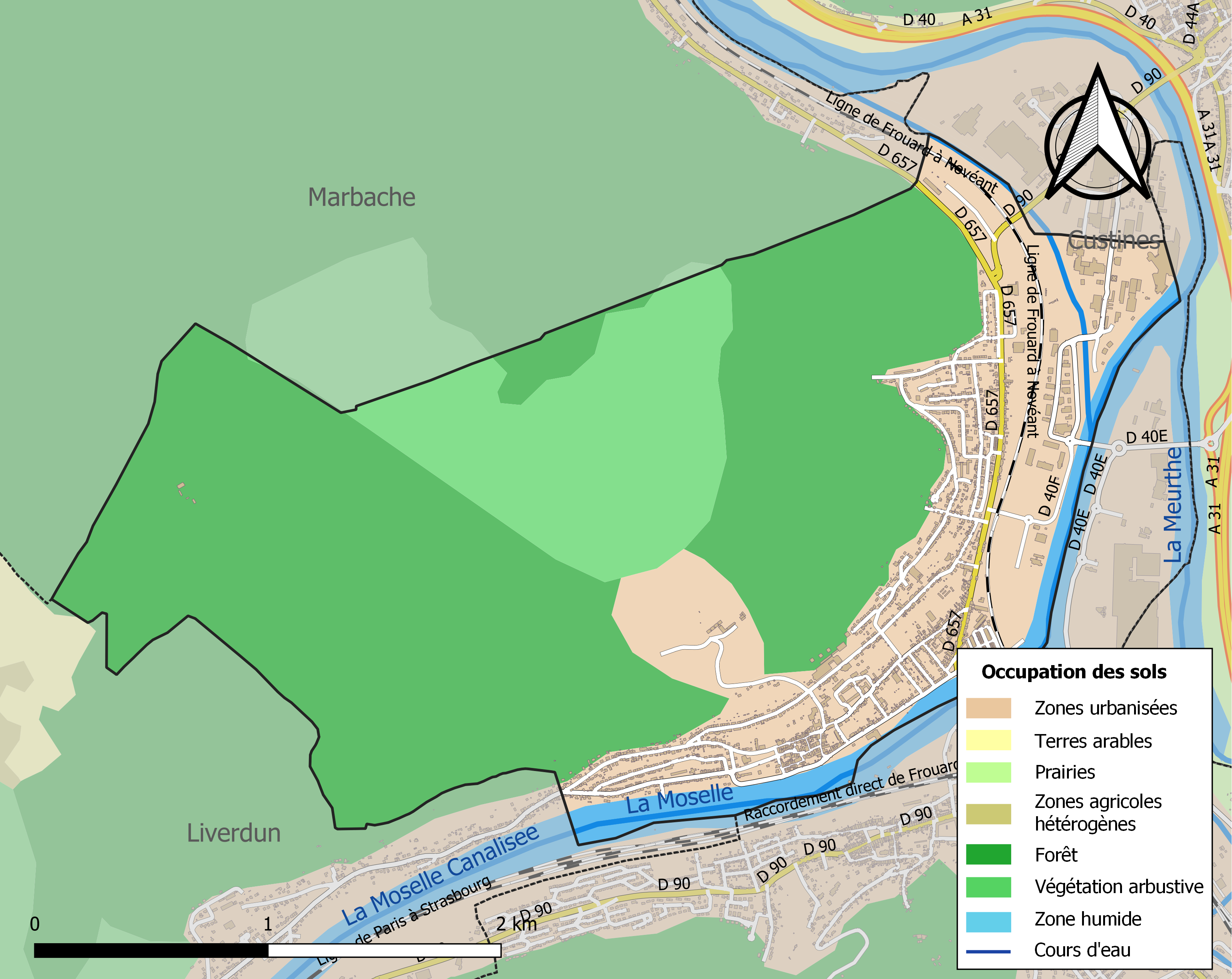
Carte des infrastructures et de l'occupation des sols de la commune en 2018 (CLC).

## Toponymie
Le nom de la localité est attesté sous les formes In Pompangio vinea (896) ; Pompanium (965) ; Ecclesia Pompaniæ villæ (968) ; Pomponium (1105) ; Pompagne (1188) ; Pompang (1196) ; Ponpaing (1243) ; Pompain (1268) ; Pompaing (1270) ; Ponpaig (1278) ; Pompain, Pompains (1402) ; Ponpain (1421) ; Ponpen (1500) ; Pompeyum (1523) ; Pompaye, Pompeing in Scarponensi.

Quelques auteurs, René-Charles Guilbert de Pixerécourt et Benoît Picart, par exemple, écrivent dans divers ouvrages tantôt Pompaium, Pont Paing, Pompay, Pompaye et Pompéiopolis.

Tous ces différents noms ont en somme un signification à peu près identique. Le radical Pom, altération de « Pont », se retrouve dans tous, et les changements de la terminaison se comprennent par les fluctuations ou les transformations qu'a subies notre langue depuis Charles le Simple jusqu'à nos jours.
Le nom est d'origine latine et peut dériver d'une racine pré-romaine ou d'un mot latin signifiant « à la venue » ou « à l'arrivée ».
 
« Comme le fait voir le diplôme de Charles le Simple dont nous avons parlé plus haut, le village de Pompey est très ancien ; mais il n'a pas toujours été à l'emplacement qu'il occupe aujourd'hui.

Une vieille histoire du pays donne une étymologie du nom de Pompey qui semble assez exacte, bien qu'elle ne se rapporte pas beaucoup à certaines des dénominations anciennes. D'après cette histoire un pont aurait été jeté sur la Moselle, bien longtemps avant la construction du village, et quand celui-ci aurait été édifié, on lui aurait donné le nom de Pont payant, nom qui, en subissant les modifications que nous avons dites, est devenu Pompey.

Le droit de péage ayant toujours été exercé sur le pont en question avec la sévérité d'autrefois, il n'y aurait rien d'étonnant à ce que les habitants eussent constaté le fait en donnant eux-mêmes à leur village une dénomination tirée de l'exercice d'un droit qui n'a dû cesser qu'à la Révolution.

Peut-être aussi, le nom de Pompey est-il venu par corruption des deux mots pont et pain ; ce dernier se retrouve en effet dans Pompain en 1268, et les autres vieux noms le renferment aussi presque tous en latin dégénéré. A l'origine, les habitants étaient sans doute forcés d'aller faire cuire leur pain au four du seigneurs de Frouard qui devait leur faire payer cher cette cuisson, et comme il fallait en outre payer pour passer le pont, celui-ci a pu tout aussi bien être nommé « Pont du pain » que « Pont-payant » et donner ensuite son nom au village ».

## Histoire
C'est à Pompey que l'évêque Euchaire aurait été massacré avec 2 000 chrétiens en 362. Le lieu du martyr serait le lieu-dit le Champ des Tombes, près de la chapelle Saint-Euchaire.
Le Champ des Tombes est, au croisement de voies de circulation antiques, un vaste cimetière dont une grande partie des sépultures a été mise au jour lors des travaux de terrassement de la ligne de chemin de fer de Nancy à Metz, réalisée entre 1849 et 1852. Les compagnons de Saint-Euchaire, ainsi que les décrivaient religieusement les archéologues aux journalistes de l'époque, ont emmené dans leurs dernières demeures armes, bijoux, amulettes, médailles et monnaies. Celles-ci couvrent une période de 26 av. J.-C. à 286, en particulier montrant Marcus Agrippa, Postume et Maximien Hercule. En 1869, en marge de ce lieu, une seconde découverte révèle des tombes franques de l'époque mérovingienne.
Pompey est une vieille terre viticole des premières communautés chrétiennes des rives de Moselle, renommée par les saints céphalophores, Euchaire, Élophe ou Libaire et leurs sœurs en religion qui sont omniprésents dans le diocèse de Toul, cité de l'évêque au Bas-Empire. Elle a conservé une belle chapelle du XIVe siècle. 

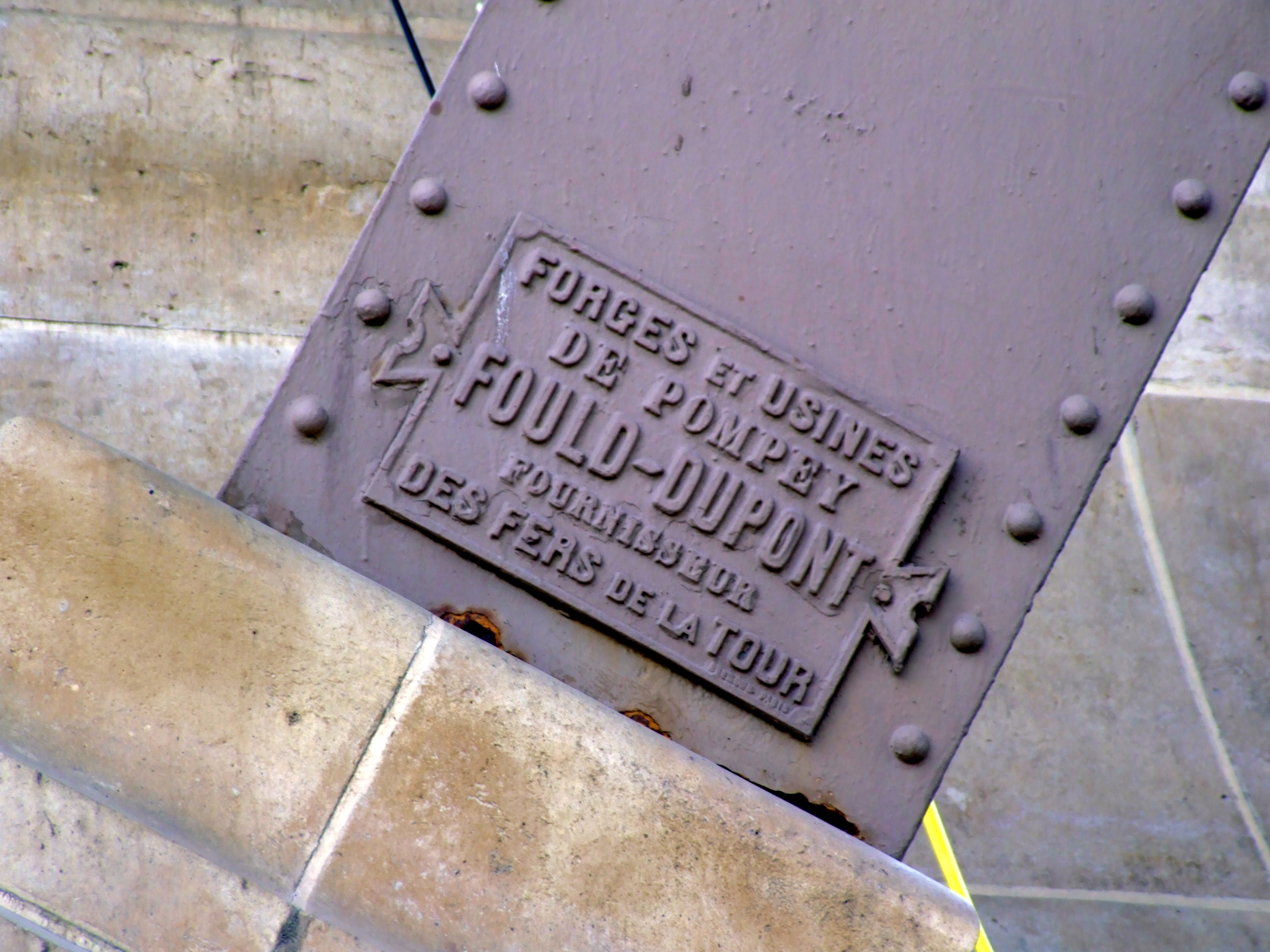
Au pied de la tour Eiffel (pilier nord) à Paris.

La croissance faste de cette commune coïncide avec le déménagement progressif des aciéries d'Ars-sur-Moselle vers Pompey. La raison de ce déplacement industriel tient au contexte géopolitique : février 1871 voit la fin de la guerre de 1870 avec la victoire sur l'armée impériale puis républicaine française des coalisés allemands sous commandement prussien. La paix oblige les autorités françaises à céder les territoires alsacien et du nord-est lorrain.
Refusant de voir son entreprise sous une unique hégémonie allemande, l'industriel Auguste Dupont la transfère alors en territoire français, à proximité du bassin ferrifère de la minette lorraine et s'arrête sur le choix d'un village viticole, Pompey, proche de Nancy. La Société des Hauts fourneaux et Aciéries de Pompey s'illustre en 1887 par une commande exceptionnelle, la fourniture de plus de 8 000 tonnes de fer afin d'ériger à Paris la tour de fer que l'entrepreneur Gustave Eiffel souhaite montrer à l'Exposition Universelle de 1889.
En 1968, l'aciérie produisant des aciers spéciaux bénéficie d'un investissement portant sa capacité de 500 à 600 kt/an. En parallèle, la construction d'une aciérie neuve à Isbergues, d'une capacité de 100 kt/an, est décidée. L'ensemble du projet est porté par un consortium franco-allemand groupant Roechling (qui fonde la Société Nouvelle des Aciéries de Pompey) et, pour la partie française, Ugine Kuhlmann, la Compagnie des Ateliers et Forges de la Loire, la Société des Forges et Ateliers du Creusot, Châtillon-Commentry, Neuves-Maisons et les Hauts Fourneaux de la Chiers.

## Politique et administration

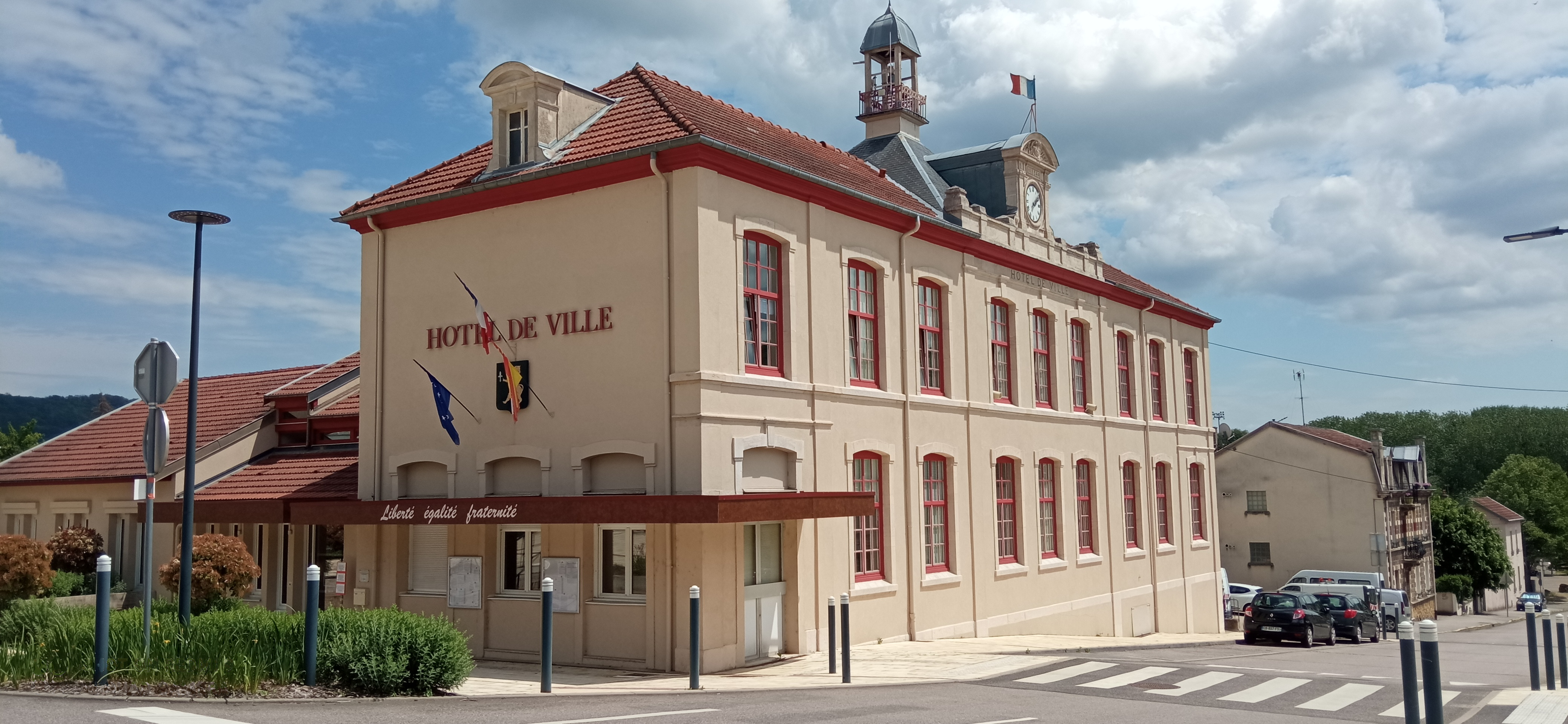
La mairie.

### Liste des maires
| Période                                  | Période                       | Identité                                         | Étiquette     | Qualité                             |
| ---------------------------------------- | ----------------------------- | ------------------------------------------------ | ------------- | ----------------------------------- |
| Les données manquantes sont à compléter. |                               |                                                  |               |                                     |
| mars 1971                                | mars 1983                     | Jean Hartman                                     | SE            |                                     |
| mars 1983                                | avril 2000                    | Marcel Le Bihan                                  | Gaulliste-UDF | Suppléant du député Claude Gaillard |
| avril 2000                               | mars 2001                     | Pascal Gaire                                     | UDF           | Ingénieur                           |
| mars 2001                                | En cours (au 14 janvier 2025) | Laurent Trogrlic, Réélu pour le mandat 2020-2026 | DVG           | Profession libérale                 |

## Population et société

### Démographie
L'évolution du nombre d'habitants est connue à travers les recensements de la population effectués dans la commune depuis 1793. Pour les communes de moins de 10 000 habitants, une enquête de recensement portant sur toute la population est réalisée tous les cinq ans, les populations de référence des années intermédiaires étant quant à elles estimées par interpolation ou extrapolation. Pour la commune, le premier recensement exhaustif entrant dans le cadre du nouveau dispositif a été réalisé en 2006.

En 2022, la commune comptait 4 815 habitants, en évolution de −1,73 % par rapport à 2016 (Meurthe-et-Moselle : −0,13 %, France hors Mayotte : +2,11 %).
| 1793 | 1800 | 1806 | 1821 | 1831 | 1836 | 1841 | 1846 | 1851 |
| ---- | ---- | ---- | ---- | ---- | ---- | ---- | ---- | ---- |
| 445  | 488  | 494  | 507  | 525  | 563  | 559  | 554  | 603  |

| 1856 | 1861 | 1872 | 1876  | 1881  | 1886  | 1891  | 1896  | 1901  |
| ---- | ---- | ---- | ----- | ----- | ----- | ----- | ----- | ----- |
| 554  | 558  | 754  | 1 852 | 2 406 | 2 428 | 2 679 | 3 094 | 3 156 |

| 1906  | 1911  | 1921  | 1926  | 1931  | 1936  | 1946  | 1954  | 1962  |
| ----- | ----- | ----- | ----- | ----- | ----- | ----- | ----- | ----- |
| 3 119 | 3 612 | 4 031 | 4 277 | 4 804 | 4 217 | 3 981 | 4 856 | 5 464 |

| 1968  | 1975  | 1982  | 1990  | 1999  | 2006  | 2011  | 2016  | 2021  |
| ----- | ----- | ----- | ----- | ----- | ----- | ----- | ----- | ----- |
| 6 281 | 6 473 | 5 685 | 5 144 | 5 229 | 5 171 | 4 947 | 4 900 | 4 836 |

| 2022  | - | - | - | - | - | - | - | - |
| ----- | - | - | - | - | - | - | - | - |
| 4 815 | - | - | - | - | - | - | - | - |

## Économie

### Sidérurgie

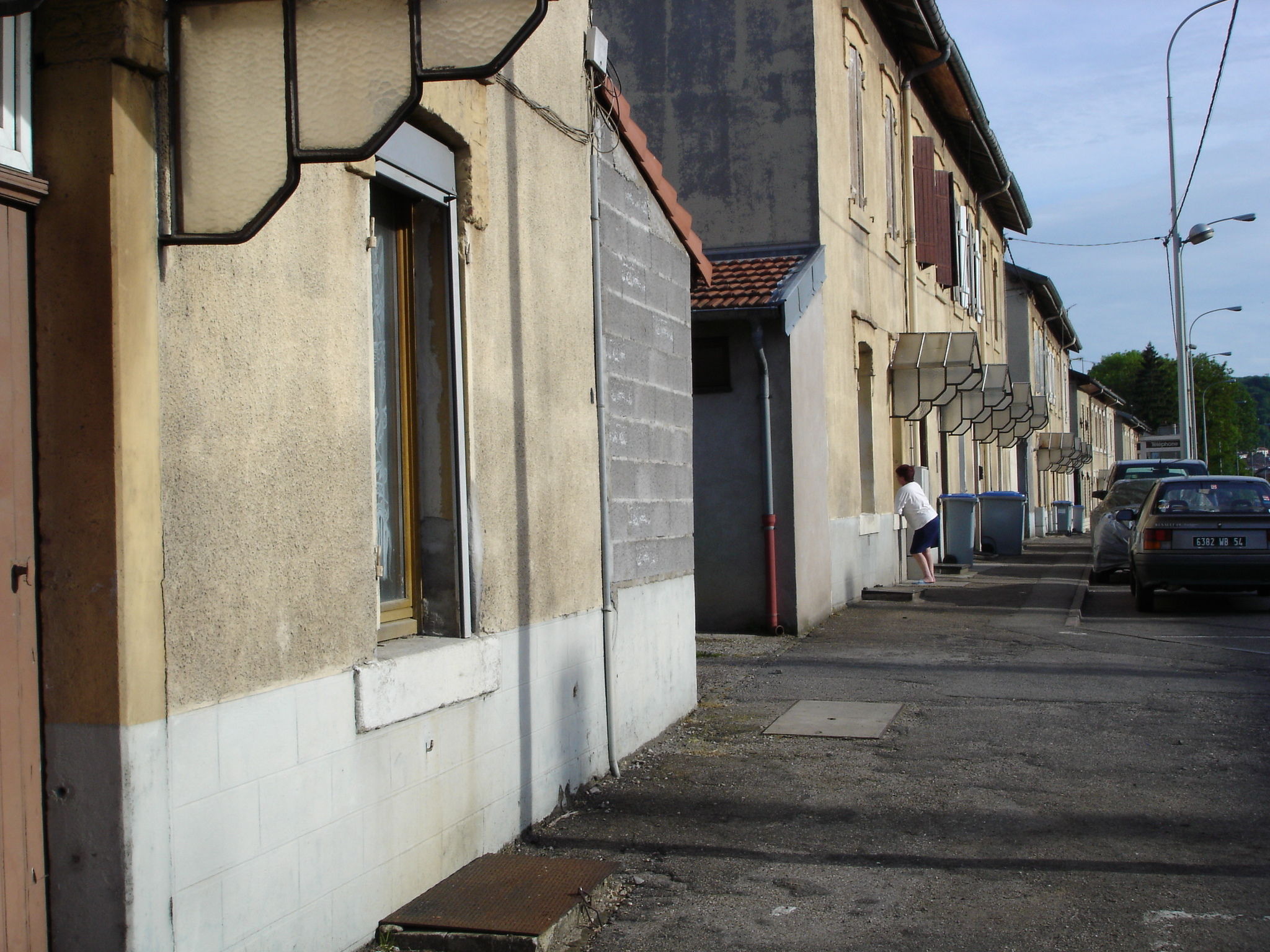
Maisons ouvrières.

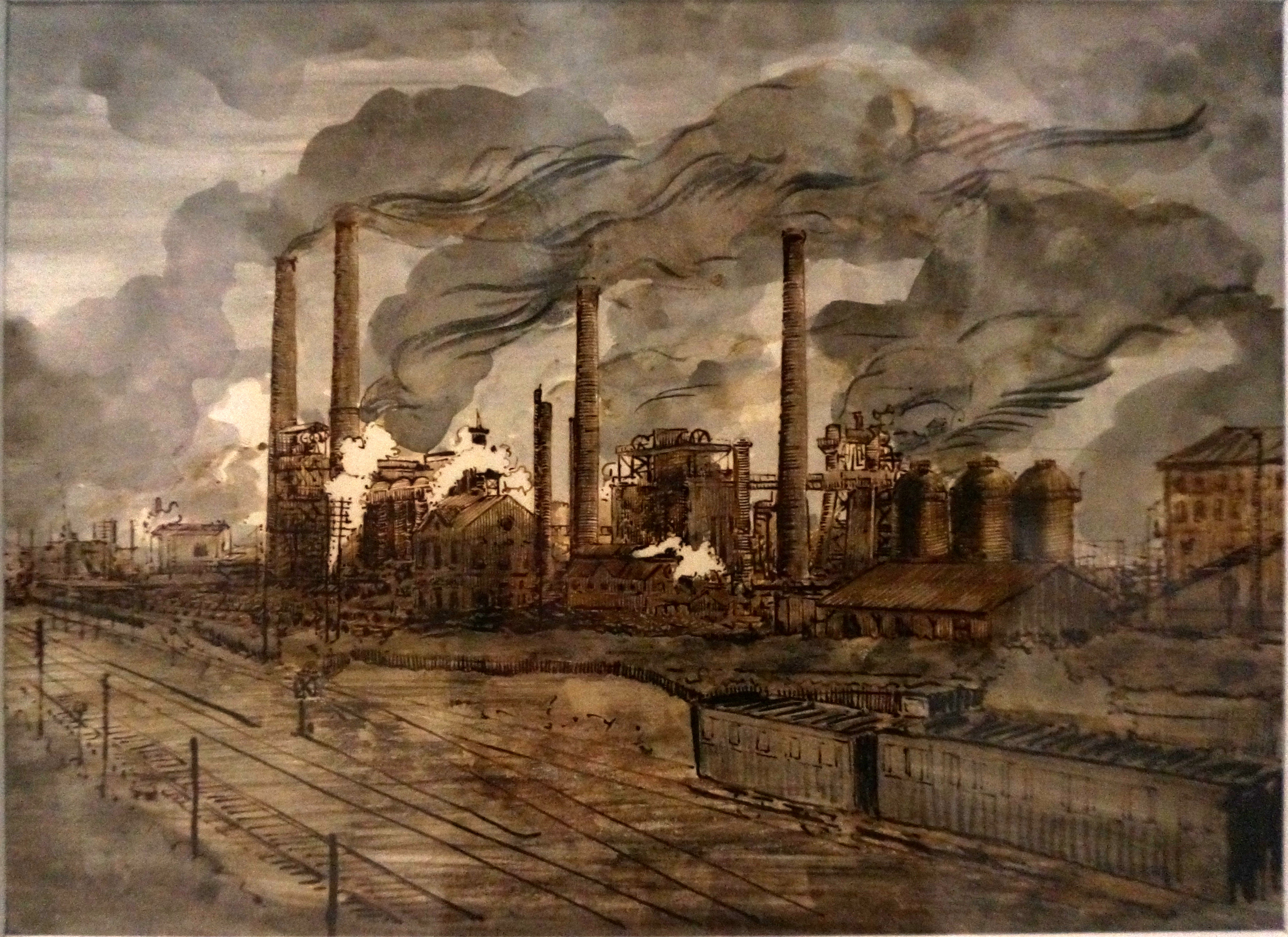
Les forges au début du XXe siècle.

Messieurs Dupont et Fould décident en 1872 de construire à Pompey l'usine qui devait remplacer les Forges d'Ars-sur-Moselle, vendues en 1873. Ils y construisent un premier groupe de deux hauts fourneaux au coke en 1874-1875, puis deux autres, mis en marche en 1900 et 1905. Les hauts fourneaux, arrêtés en 1914, doivent être reconstruits. Le HF2 est remis en route en janvier 1916, le HF1, en mars 1916. Ce n'est qu'en août 1920 que le HF3 est rallumé ; le HF4 redémarre en août 1930 après avoir été entièrement mécanisé et modernisé. En 1930, l'usine tourne donc à nouveau avec quatre hauts fourneaux. Ils connaissent une modernisation entre 1956 et 1965. Le HF1 est spécialisé dans la fabrication de fonte spéciale de ferromanganèse. Un haut fourneau est arrêté en 1968-1969. En 1974, deux hauts fourneaux sont en travaux.
En 1984, la crise de la sidérurgie amène à l'arrêt d'un haut fourneau, suivi d'un second en 1985 et du dernier (le HF1) le 25 mai 1986. L'usine fut en partie démontée pour être relocalisée en Chine lors de l'industrialisation de celle-ci.

## Culture locale et patrimoine

### Lieux et monuments

#### Édifices civils

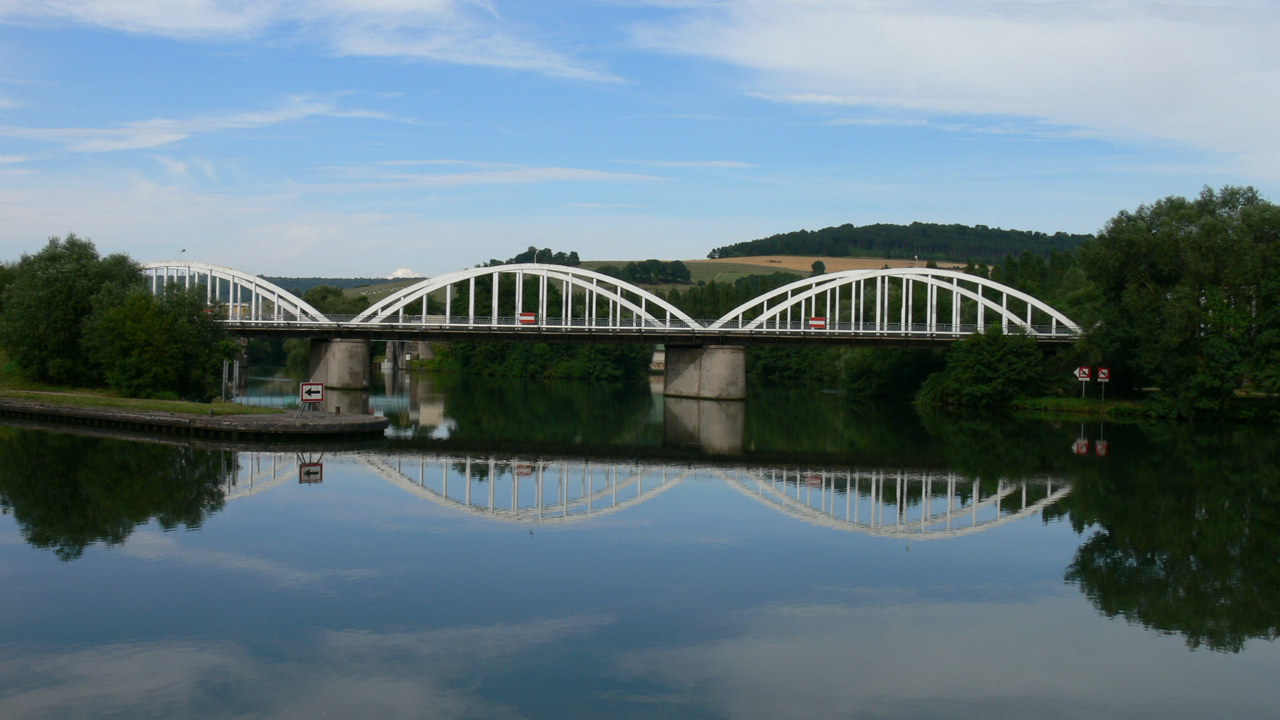
Pont sur la Moselle entre Frouard et Pompey.

- Dépotoir de poteries des IIe – IIIe siècles et nécropole de la même époque trouvés dans le village en 1964.
- Villa gallo-romaine fouillée au lieu-dit les Brevelles en 1962.
- Vaste nécropole mérovingienne et alamanique des VIe – VIIIe siècles, mal fouillée au cours du XIXe siècle au lieu-dit le Champ-des-Tombes.
- Plusieurs centaines de sépultures livrèrent une stèle pyramidale, de nombreux objets en bronze, en or ou en verre, des armes et même une fibule anglo-saxonne.
- Ruines du château de l'Avant-Garde édifié au XIIIe siècle par les comtes de Bar et rasé par les Lorrains à l'été 1406  : vestiges d'enceinte et de tours, objet d'une inscription au titre des monuments historiques depuis 1990[31].
- Canal de la Marne au Rhin et Moselle canalisée : écluse, gare d'eau.

#### Édifices religieux
- Église Saint-Epvre, XIXe siècle.

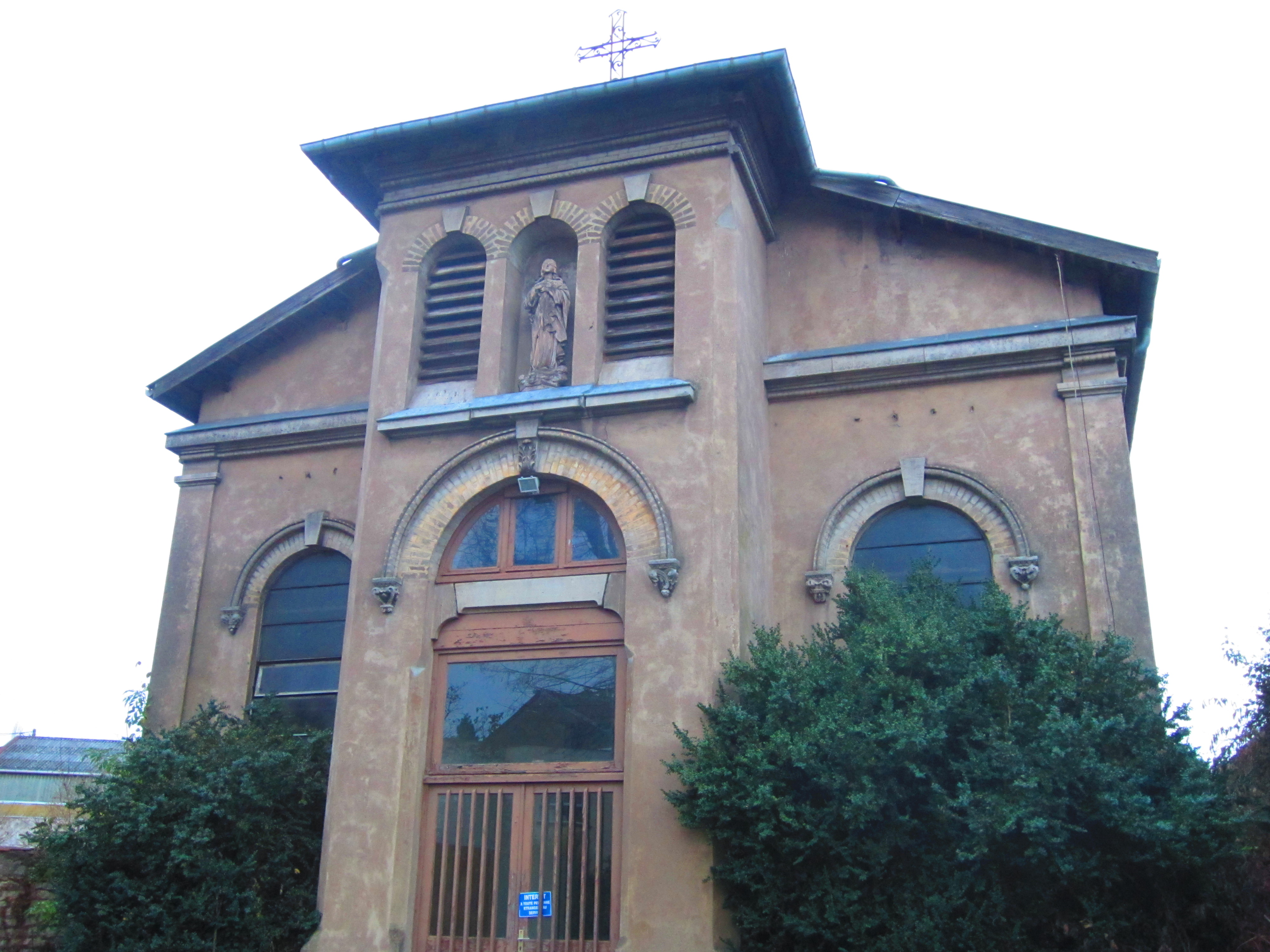
Chapelle Saint-Euchaire.

- Chapelle Sainte-Anne, datée de 1633, remaniée au XIXe siècle.
- Chapelle Saint-Euchaire, XXe siècle.
- Chapelle élevée au XIVe siècle, saccagée par les protestants en 1587 et qui a totalement disparue.

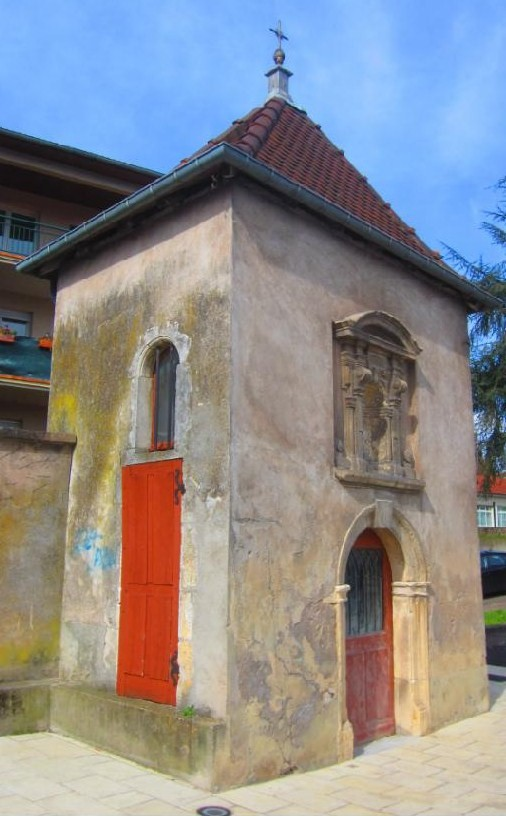
Chapelle Sainte-Anne.
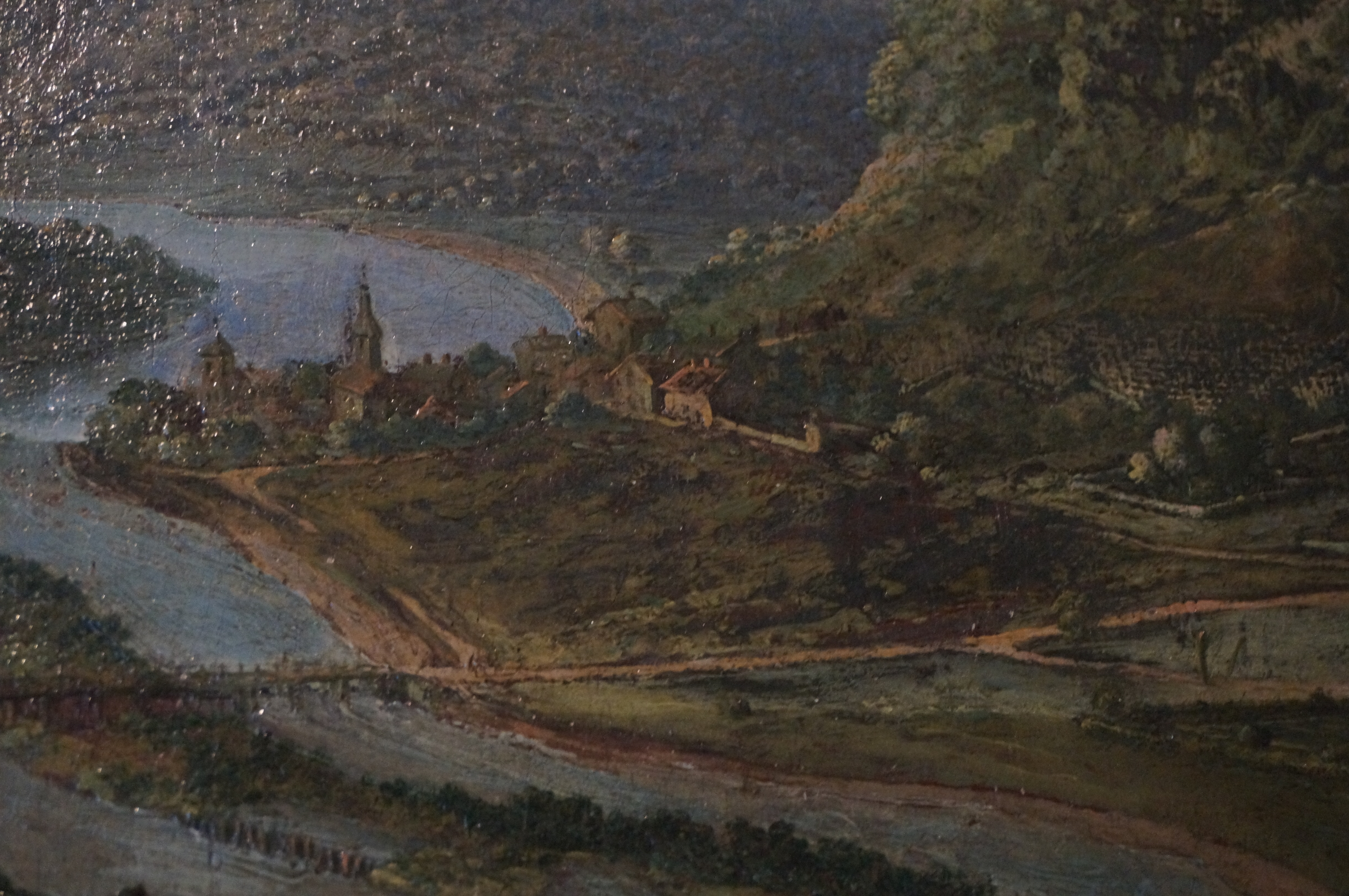
Pompey en 1726, Musée Lorrain par Claude Jacquart.

### Personnalités liées à la commune
- Nicolas-Antoine Nouet, né 1740 à Pompey † 1811 à Chambéry, astronome.
- Lucien Gasser (1897-1939), aviateur de la Première Guerre mondiale.
- Marcel Le Bihan (1923-2009), résistant et ancien maire de la commune.
- Jacques Chérèque (1928 - 2017) sidérurgiste, syndicalistes et ministre.
- Hubert Haenel (1942 - 2015), maître des requêtes au Conseil d'État, sénateur UMP du Haut-Rhin, membre du Conseil constitutionnel.

### Honneurs
L'astéroïde (18636) Villedepompey, découvert en 1998, a été ainsi baptisé en l'honneur de la commune.

### Héraldique
| Blason de Pompey | Blason  | De sinople au lion d'or la queue passée en sautoir, tenant une fleur de lys d'argent. |
| Blason de Pompey | Détails | Le statut officiel du blason reste à déterminer.                                      |

## Jumelages
La ville de Pompey est jumelée avec :
- Lohmar (Allemagne)
- Eppendorf (Allemagne)